# وشعة
وَشَعَة أو مِهْمَازِيَّة أو والريان (الاسم العلمي: Centranthus)، جنس نباتات مُزهرة تضم أعشاب والشجيرات القزمة أعطانها الأصلية في جنوب أوروبا. وينتمي الجنس إلى فصيلة الخمانية. ويحتوي الجنس على حوالي 12 نوع.
وبعض أنواعه أُدخلت إلى أجزاء مختلفة من العالم، بما في ذلك والوشعة الحمراء في غرب الولايات المتحدة  ووشعة كبيرة المثعب في غرب أستراليا. من أنواعها وشعة حمراء.